# Oligau
Oligau (nep. ओलीगाउँ) – gaun wikas samiti w zachodniej części Nepalu w strefie Seti w dystrykcie Achham. Według nepalskiego spisu powszechnego z 2011 roku liczył on 676 gospodarstw domowych i 3328 mieszkańców (1851 kobiet i 1477 mężczyzn).